# Parasambus
Parasambus es un género de escarabajos de la familia Buprestidae.

## Especies
- Parasambus aurosignatus Descarpentries & Villiers, 1966
- Parasambus sauteri (Kerremans, 1913)